# Diósjenő
Diósjenő é um município da Hungria, situado no condado de Nógrád. Tem 57,5 km² de área e sua população em 2015 foi estimada em 2.768 habitantes.